# Софукудзи
Софукудзи (яп. 崇福寺) — буддийский храмовый комплекс, монастырь школы Обаку, принадлежащей к течению дзэн, в Нагасаки, в Японии. Монастырь основан в 1629 году монахом Шаонианом для китайцев из провинции Фуцзянь, проживавших в Нагасаки. Один из четырёх буддийских «монастырей счастья» Нагасаки.

## Описание
Храмовый комплекс построен в стиле традиционной китайской храмовой архитектуры. Красные «ворота дракона» и «зал героев» монастыря входят в список национальных сокровищ Японии. Красные ворота выдержаны в архитектурном стиле южного Китая эпохи династии Мин.
Изображение богини моря, Мацзу, находится в Мазодо, в главном зале вместе с другими статуями в натуральную величину. В храме находится большой котёл, сделанный по поручению местного жреца Кианхая, чтобы готовить кашу для людей во время голода 1681 года.

## Туризм
Храмовый комплекс открыт для посетителей каждый день: с 08:00 до 17:30 (30 ноября — 1 марта), с 08:00 до 17:00 (28 февраля — 1 декабря).
Ежегодно с 26 по 28 июля по лунному календарю в Софукудзи отмечается праздник Бон, посвященный умершим. В это время в храм со всей Японии прибывают проживающие в стране китайцы для участия в поминальных церемониях.
Храм расположен в нескольких минутах ходьбы от трамвайной станции Сокакудзи-сита, последняя станция трамваев № 1 и № 3.

## Галерея

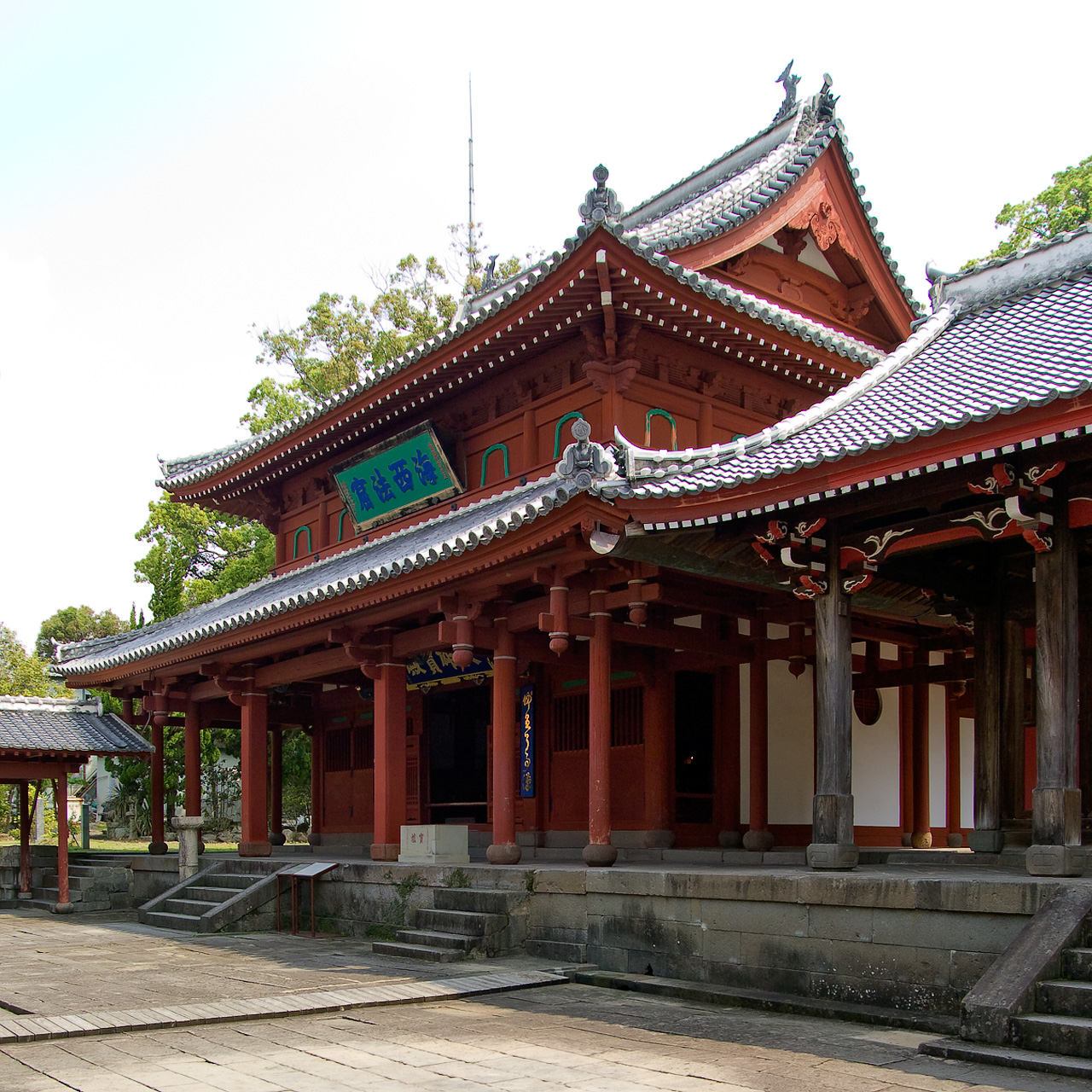
Зал героев
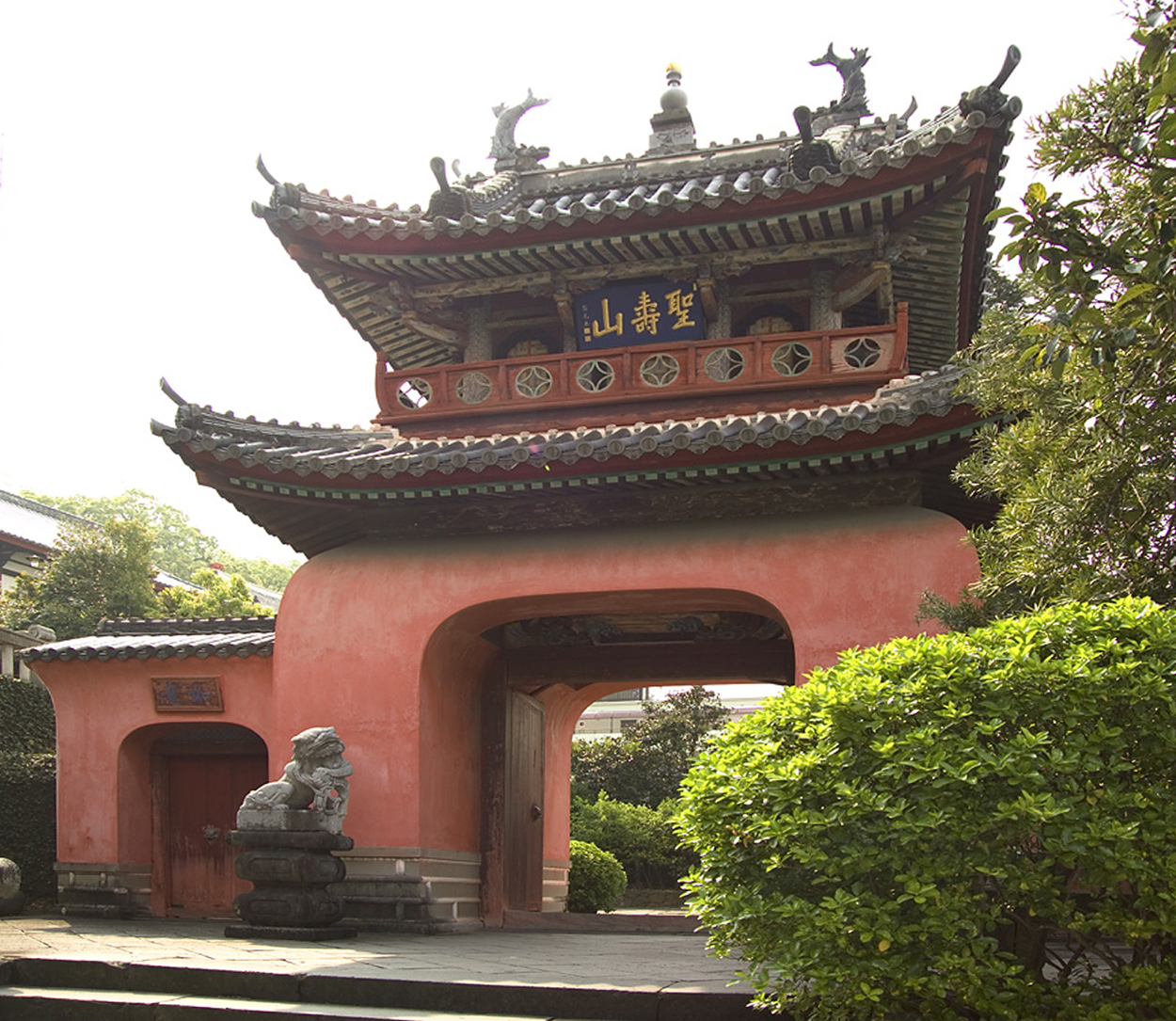
Ворота Санмон
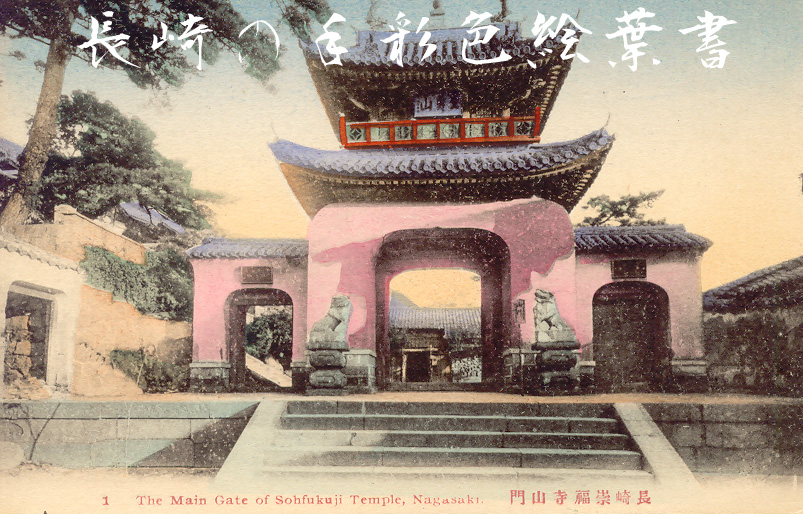
Ворота Тайсе
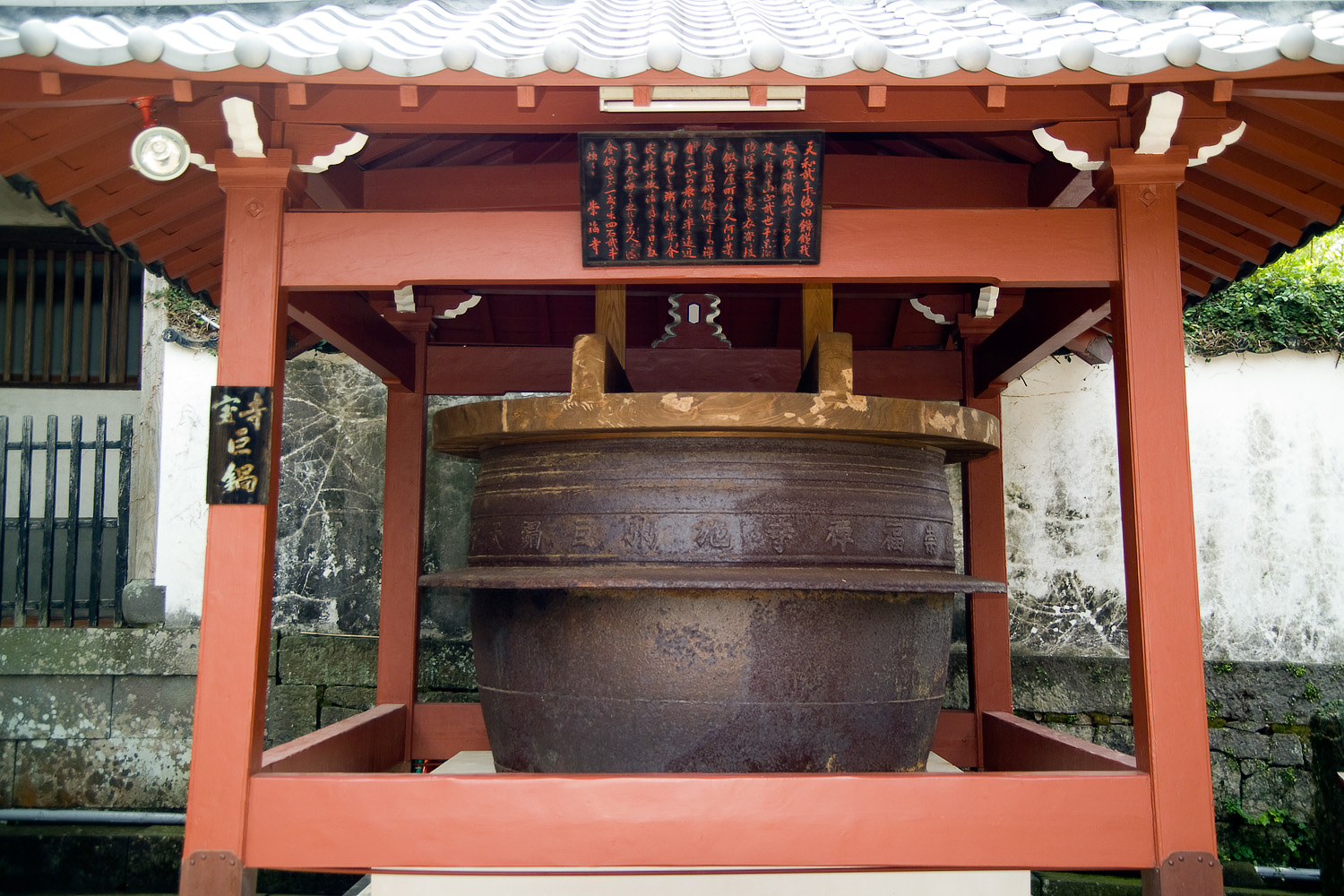
Большой котёл